# آیس-پیک لودج
آیس-پیک لودج (انگلیسی: Ice-Pick Lodge) شرکت بازی ویدئویی روس است، که در سال ۲۰۰۲ تأسیس شد.